# Critics’ Choice Movie Awards 2008

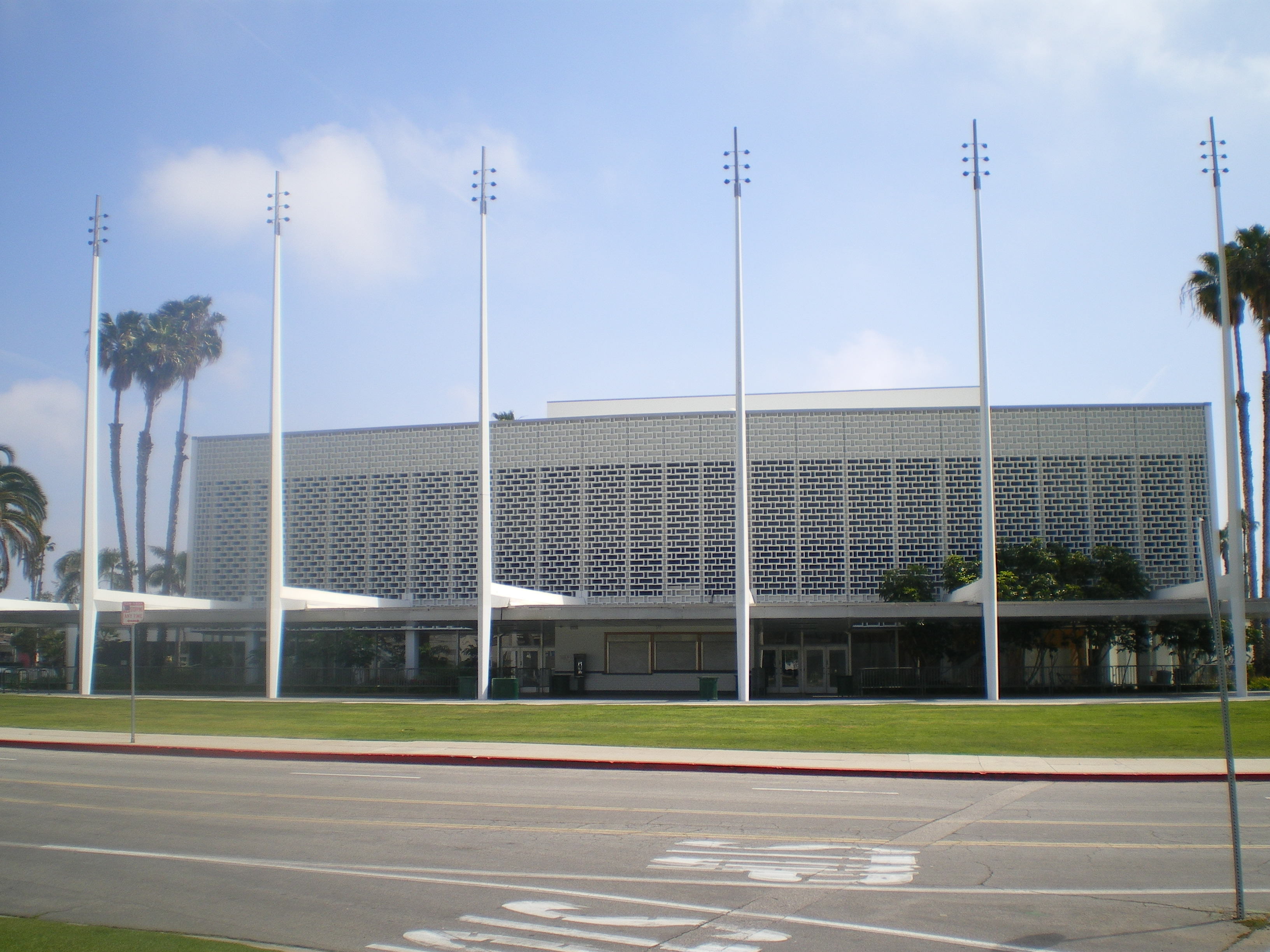
Das Santa Monica Civic Auditorium, Veranstaltungsort der Critics’ Choice Movie Awards 2008

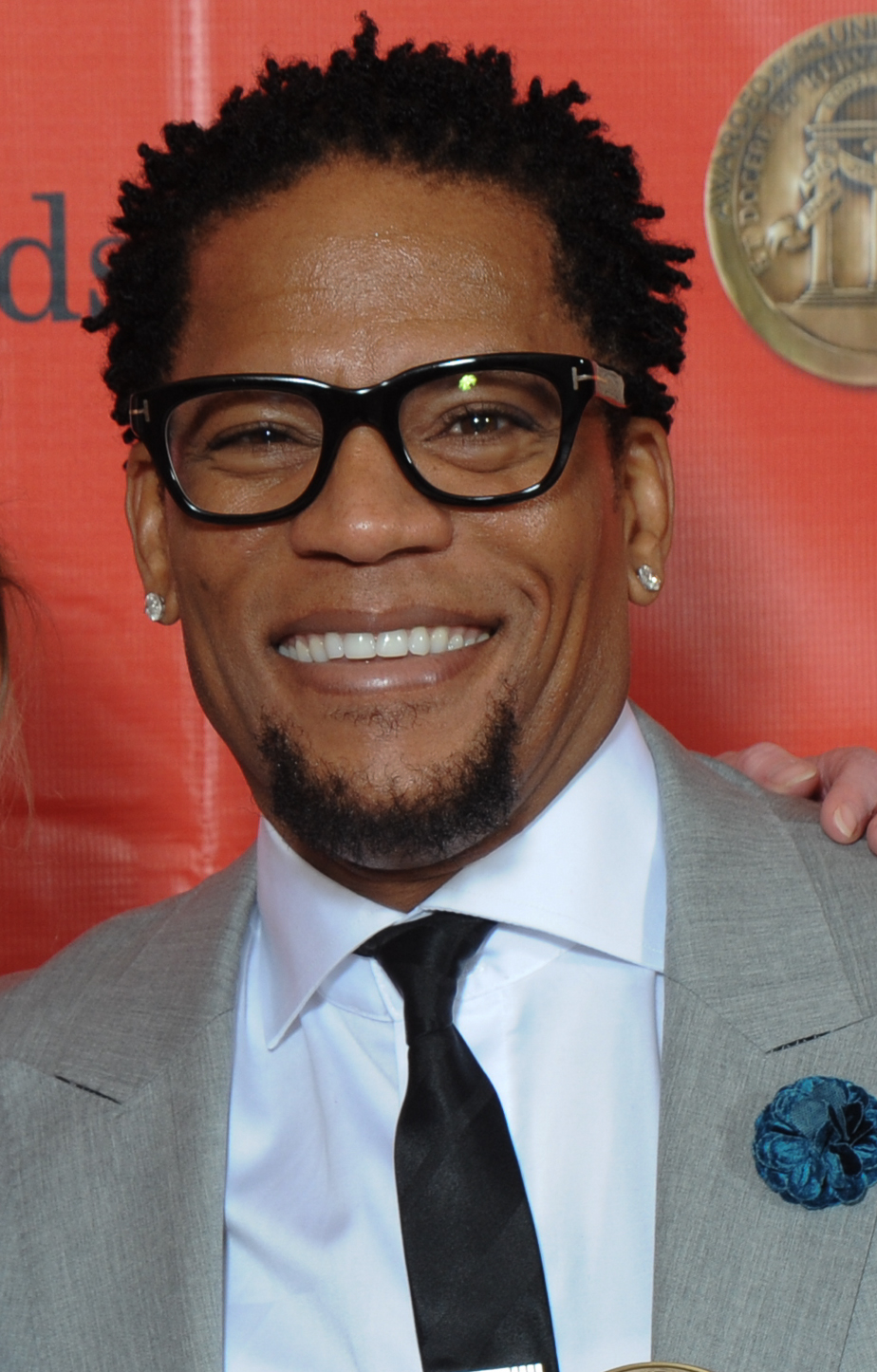
D. L. Hughley, Moderator der Critics’ Choice Movie Awards 2008

Die Critics’ Choice Movie Awards 2008 wurden von der Broadcast Film Critics Association (BFCA) am 7. Januar 2008 im Santa Monica Civic Auditorium in Santa Monica, Kalifornien vergeben. Die Kritiker würdigten auf der insgesamt 13. Verleihung der Awards die besten Leistungen des Filmjahres 2007. Die Zeremonie wurde von D. L. Hughley moderiert und live auf dem US-amerikanischen Kabelsender VH1 ausgestrahlt.
Die Nominierungen für die diesjährigen 18 Kategorien wurden am 11. Dezember 2007 bekanntgegeben.

## Gewinner und Nominierte
| Film                                                       | N | A |
| ---------------------------------------------------------- | - | - |
| Into the Wild – Die Geschichte eines Aussteigers           | 7 | 0 |
| Juno                                                       | 6 | 2 |
| Abbitte                                                    | 5 | 0 |
| Hairspray                                                  | 5 | 2 |
| Michael Clayton                                            | 5 | 0 |
| No Country for Old Men                                     | 5 | 3 |
| Sweeney Todd – Der teuflische Barbier aus der Fleet Street | 5 | 0 |
| Verwünscht                                                 | 4 | 1 |
| Schmetterling und Taucherglocke                            | 3 | 1 |
| There Will Be Blood                                        | 3 | 2 |

(fett: Gewinner / eingerückt: weitere Nominierte)

### Bester Film
No Country for Old Men
American Gangster
Abbitte (Atonement)
Schmetterling und Taucherglocke (Le scaphandre et le papillon)
Into the Wild – Die Geschichte eines Aussteigers (Into the Wild)
Juno
Drachenläufer (The Kite Runner)
Michael Clayton
Sweeney Todd – Der teuflische Barbier aus der Fleet Street (Sweeney Todd: The Demon Barber of Fleet Street)
There Will Be Blood

### Bester Hauptdarsteller
Daniel Day-Lewis – There Will Be Blood
Emile Hirsch – Into the Wild – Die Geschichte eines Aussteigers (Into the Wild)
George Clooney – Michael Clayton
Johnny Depp – Sweeney Todd – Der teuflische Barbier aus der Fleet Street (Sweeney Todd: The Demon Barber of Fleet Street)
Ryan Gosling – Lars und die Frauen (Lars and the Real Girl)
Viggo Mortensen – Tödliche Versprechen – Eastern Promises (Eastern Promises)

### Beste Hauptdarstellerin
Julie Christie – An ihrer Seite (Away From Her)
Amy Adams – Verwünscht (Enchanted)
Angelina Jolie – Ein mutiger Weg (A Mighty Heart)
Cate Blanchett – Elizabeth – Das goldene Königreich (Elizabeth: The Golden Age)
Elliot Page – Juno
Marion Cotillard – La vie en rose (La Môme)

### Bester Nebendarsteller
Javier Bardem – No Country for Old Men
Casey Affleck – Die Ermordung des Jesse James durch den Feigling Robert Ford The Assassination of Jesse James by the Coward Robert Ford
Hal Holbrook – Into the Wild – Die Geschichte eines Aussteigers (Into the Wild)
Philip Seymour Hoffman –  Der Krieg des Charlie Wilson (Charlie Wilson’s War)
Tom Wilkinson – Michael Clayton

### Beste Nebendarstellerin
Amy Ryan – Gone Baby Gone – Kein Kinderspiel (Gone Baby Gone)
Cate Blanchett – I’m Not There
Catherine Keener – Into the Wild – Die Geschichte eines Aussteigers (Into the Wild)
Tilda Swinton – Michael Clayton
Vanessa Redgrave – Abbitte (Atonement)

### Bester Jungdarsteller
Ahmad Khan Mahmidzada – Drachenläufer (The Kite Runner)
Ed Sanders – Sweeney Todd – Der teuflische Barbier aus der Fleet Street (Sweeney Todd: The Demon Barber of Fleet Street)
Freddie Highmore – Der Klang des Herzens (August Rush)
Michael Cera – Juno
Michael Cera – Superbad

### Beste Jungdarstellerin
Nikki Blonsky – Hairspray
AnnaSophia Robb – Brücke nach Terabithia (Bridge to Terabithia)
Dakota Blue Richards – Der Goldene Kompass (The Golden Compass)
Saoirse Ronan – Abbitte (Atonement)

### Bestes Schauspielensemble
Hairspray
Tödliche Entscheidung – Before the Devil Knows You’re Dead (Before the Devil Knows You’re Dead)
Gone Baby Gone – Kein Kinderspiel (Gone Baby Gone)
Juno
No Country for Old Men
Sweeney Todd – Der teuflische Barbier aus der Fleet Street (Sweeney Todd: The Demon Barber of Fleet Street)

### Beste Regie
Ethan und Joel Coen – No Country for Old Men
Joe Wright – Abbitte (Atonement)
Julian Schnabel – Schmetterling und Taucherglocke (Le scaphandre et le papillon)
Sean Penn – Into the Wild – Die Geschichte eines Aussteigers (Into the Wild)
Sydney Lumet – Tödliche Entscheidung – Before the Devil Knows You’re Dead (Before the Devil Knows You’re Dead)
Tim Burton – Sweeney Todd – Der teuflische Barbier aus der Fleet Street (Sweeney Todd: The Demon Barber of Fleet Street)

### Bestes Drehbuch
Diablo Cody – Juno
Aaron Sorkin – Der Krieg des Charlie Wilson (Charlie Wilson’s War)
Sean Penn – Into the Wild – Die Geschichte eines Aussteigers (Into the Wild)
Nancy Oliver – Lars und die Frauen (Lars and the Real Girl)
Tony Gilroy – Michael Clayton
Ethan und Joel Coen – No Country for Old Men

### Bester animierter Spielfilm
Ratatouille
Bee Movie – Das Honigkomplott (Bee Movie)
Die Legende von Beowulf (Beowolf)
Persepolis
Die Simpsons – Der Film (The Simpsons Movie)
Shrek der Dritte (Shrek the Third)

### Beste Komödie
Juno
Dan – Mitten im Leben! (Dan in Real Life)
Hairspray
Beim ersten Mal (Knocked Up)
Superbad

### Bester Familienfilm
Verwünscht (Enchanted)
Der Klang des Herzens (August Rush)
Der Goldene Kompass (The Golden Compass)
Hairspray
Harry Potter und der Orden des Phönix (Harry Potter and the Order of the Phoenix)
Transformers

### Bester Fernsehfilm
Begrabt mein Herz am Wounded Knee (Bury My Heart at Wounded Knee)
The Company – Im Auftrag der CIA (The Company)
Tin Man – Kampf um den Smaragd des Lichts (Tin Man)
The War

### Bester fremdsprachiger Film
Schmetterling und Taucherglocke (Le scaphandre et le papillon)
4 Monate, 3 Wochen und 2 Tage (4 luni, 3 săptămâni și 2 zile)
La vie en rose (La Môme)
Gefahr und Begierde (色，戒, Sè, jiè)
Das Waisenhaus (El orfanato)

### Bester Dokumentarfilm
Sicko
Darfur Now
Im Schatten des Mondes (In the Shadow of the Moon)
The King of Kong: A Fistful of Quarters
No End In Sight – Invasion der Amateure? (No End in Sight)
Sharkwater – Wenn Haie sterben (Sharkwater)

### Bestes Lied
„Falling Slowly“ aus  Once
„Do You Feel Me“ aus American Gangster
„That’s How You Know“ aus Verwünscht (Enchanted)
„Come So Far (Got So Far to Go)“ aus Hairspray
„Guaranteed“ aus Into the Wild – Die Geschichte eines Aussteigers (Into the Wild)

### Bester Komponist
Jonny Greenwood ― There Will Be Blood
Marco Beltrami ― Todeszug nach Yuma (3:10 to Yuma)
Dario Marianelli ― Abbitte (Atonement)
Alan Menken ― Verwünscht (Enchanted)
Clint Eastwood ― Die Zeit ohne Grace (Grace Is Gone)
Alexandre Desplat ― Gefahr und Begierde (色，戒, Sè, jiè)